# Рон Клейн
Рональд А. Клейн (англ. Ronald A. Klain; нар. 8 серпня 1961) — американський політичний консультант, колишній лобіст, політик і адвокат, голова адміністрації Білого дому з 2021 до 2023 року. Член Демократичної партії, працював керівником апарату двох віцепрезидентів США: Ела Ґора (1995—1999) та Джо Байдена (2009—2011). Після повідомлення про випадки вірусу Ебола в Сполучених Штатах Барак Обама призначив його координатором реагування на Еболу в Білому домі (2014—2015).
На початку 2020 року Клейн приєднався до президентської кампанії Байдена як старший радник. 11 листопада було оголошено, що Байден обрав Клейна головою адміністрації Білого дому. Склав присягу 20 січня 2021 року. У січні 2023 оголосив про намір піти з посади приблизно 7 лютого, під час промови Байдена про стан держави.

## Життєпис
Він отримав ступінь бакалавра мистецтв у Джорджтаунському університеті 1983 року. 1987 року закінчив Гарвардську школу права.
Клейн був помічником судді Верховного суду Байрона Вайта протягом 1987 та 1988 років. З 1989 до 1992 року він працював головним радником Комітету Сенату з питань судочинства. Він працював законодавчим директором конгресмена Еда Маркі. 1995 року сенатор Том Дешл призначив його директором з персоналу Комітету демократичного керівництва Сенату.

## Особисте життя
Клейн одружений з Монікою Медіною, адвокаткою та екологічною активісткою, яка працювала головною заступницею підсекретаря з торгівлі у справах океанів та атмосфери і нині[коли?] працює у фонді сім'ї Волтон. У них троє дітей — Ганна, Майкл та Даніель.